# Oliverotto da Fermo
Oliverotto Euffreducci, besser bekannt als Oliverotto da Fermo (* 1475 in Fermo; † 1. Januar 1503 in Senigallia), war ein italienischer Condottiere und Adliger, Sohn von Giovanni Euffreducci und Giovanna Fogliani, der Schwester von Giovanni Signore di Fermo, der sich nach dem Tod seines Schwagers um die Erziehung seines Neffen kümmerte, indem er ihn in die Militärschule von Paolo Vitelli brachte. Er war Herr von Fermo (8./9. Januar 1502 – 31. Dezember 1502).

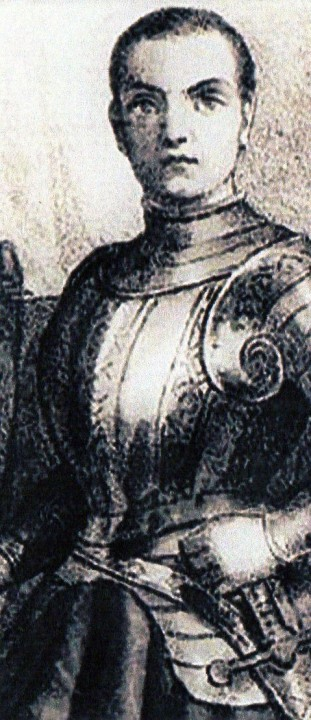
Oliverotto da Fermo

## Leben

### Militärische Karriere
Nach dem Tod seines Lehrmeisters kämpfte Oliverotto unter den Fahnen von Vitellozzo Vitelli, dem Bruder von Paolo, und dank seines Mutes und seiner Klugheit erreichte er bald die Position eines Hauptmanns der Miliz.
Gestärkt durch die neu gewonnene Position und mit der Unterstützung von Vitellozzo und einigen Einwohnern von Fermo plante Oliverotto die Eroberung von Fermo, ein Unterfangen, das in dramatischem Widerspruch zu den Positionen stand, die sein Onkel in der Stadtregierung einnahm. Giovanni Fogliani, der bereits Botschafter König Ferdinands I. in Neapel war, hatte 1499 Montanina degli Ottoni, eine Dame aus Matelica, geheiratet und eine wichtige Rolle in der Regierung von Fermo übernommen. Oliverottos Unbesonnenheit war bereits von seinem Onkel gerügt worden, insbesondere anlässlich der Plünderung von Casavecchia, einer Burg in Camerino. Die Aktion war von Cesare Borgia genehmigt worden, aber Fogliani zwang seinen Neffen dennoch, die Beute zurückzugeben.
Die Stellung Oliverottos gegenüber seinem Onkel wurde auch dadurch erschwert, dass Giovanni mit der Familie Della Rovere verwandt war, die erbitterte Feinde der Borgias waren: Seine Tochter Nicolosa hatte nämlich Raffaele Della Rovere geheiratet, den Sohn von Luchina Della Rovere, der Schwester von Kardinal Giuliano, dem späteren Papst Julius II.

### Eroberung von Fermo
Die ungewöhnliche Verwandtschaft trübte nicht Oliverottos Machtstreben, der die Eroberung von Fermo durch eine List anstrebte. In einem Brief an seinen Onkel äußerte er den Wunsch, angesichts der großen Entfernung nach Hause zurückzukehren, um dem Volk von Fermo den Ruhm zu zeigen, mit dem er sich bei seinen Abenteuern bedeckt hatte. Er bat darum, mit einer Prozession von hundert Reitern in die Stadt einziehen zu dürfen, da dies auch Giovanni stolz machen würde.
Fogliani willigte ein, öffnete ihm die Stadttore und nahm die Einladung in die Residenz seines Neffen (Palazzo Euffreducci) an, der zum Dank ein Bankett zu seinen Ehren gab. Während des Banketts, an dem die wichtigsten Persönlichkeiten von Fermo teilnahmen, begann Oliverotto, die Verdienste und Qualitäten von Papst Alexander VI. und dessen Sohn Cesare zu preisen, was die Anwesenden verärgerte. Mit dem Argument, dass solch heikle Reden an einem abgeschiedenen Ort gehalten werden sollten, zog er sich, gefolgt von den Gästen, in sein Privatzimmer zurück. In diesem Zimmer gefangen, wurden alle Persönlichkeiten aus Fermo von Oliverottos Soldaten niedergemetzelt, darunter auch sein Onkel, der ihn aufgezogen hatte, sowie dessen Sohn Gennario und Schwiegersohn Raffaello Della Rovere.
Nachdem er den Regierungspalast belagert hatte, wurde Oliverotto am 9. Januar 1502 zum Herrscher von Fermo ernannt.

### Verschwörung von Magione und die „Falle“ von Senigallia

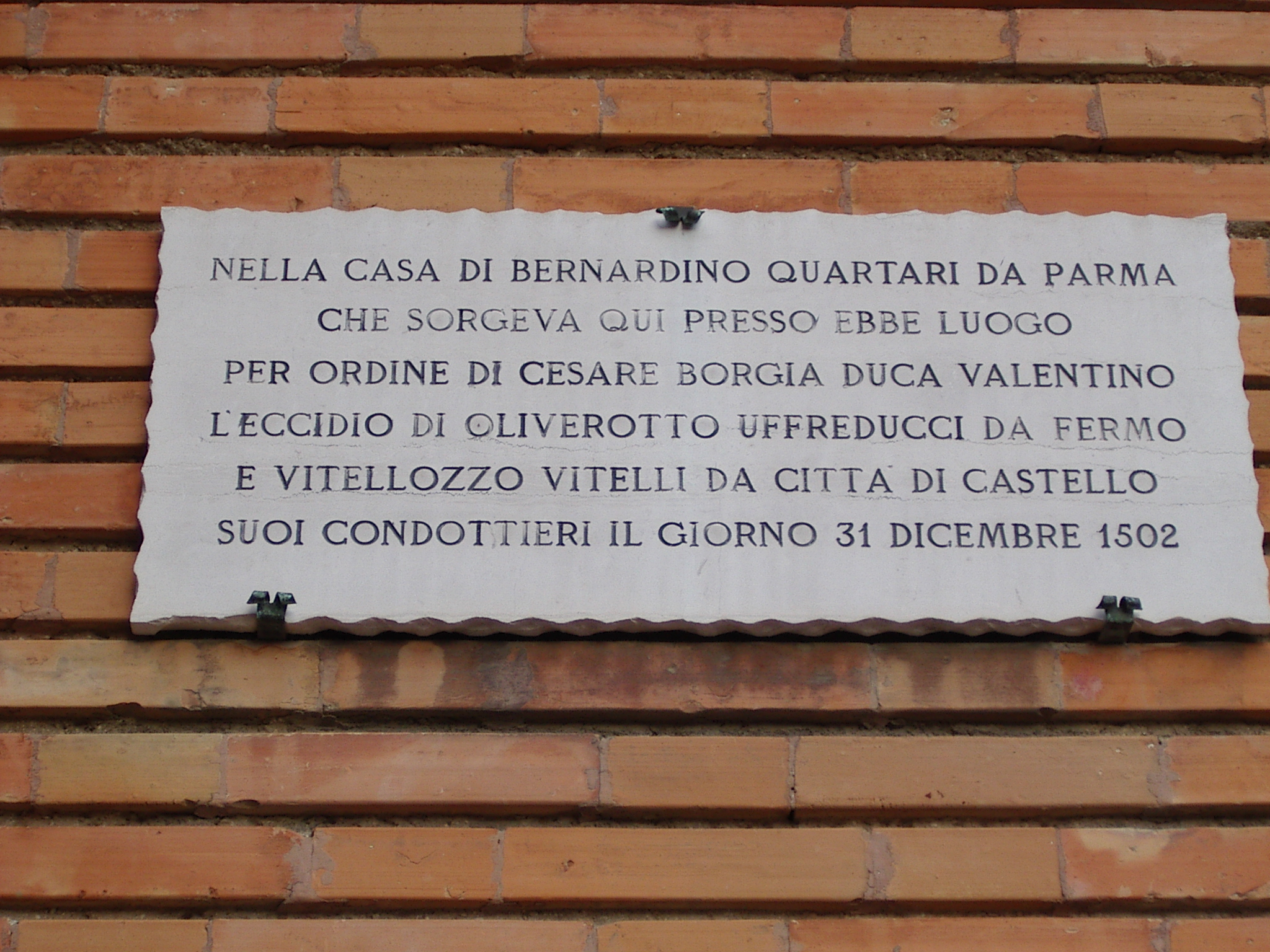
Gedenktafel für Oliverotto und Vitellozzo Vitelli in der Stadt Senigallia

Im Oktober 1502 traf sich Oliverotto mit anderen Herren der Region in der Burg von Magione in der Nähe von Perugia und schmiedete mit ihnen eine Verschwörung gegen Cesare Borgia, in dessen Dienst sie alle jahrelang gestanden hatten. Dieses Treffen löste den Aufstand von Camerino und andere Unannehmlichkeiten für il Valentino aus, der daraufhin auf die Unterstützung der französischen Hilfstruppen wartete. Als dies geschehen war, beruhigte er Signor Pagolo (Paolo Orsini, einer der Verschwörer) mit Geschenken und freundlichen Worten und gab vor, ihm zu verzeihen. Pagolo selbst bürgte für Borgia und überzeugte alle anderen, einschließlich Oliverotto, sich am 31. Dezember in Senigallia zu treffen, um sich mit ihm zu versöhnen. In der Zwischenzeit waren die Franzosen eingetroffen und Cesare nutzte die Gelegenheit der falschen Versöhnung um die Verschwörer gefangen zu nehmen. Die ersten, die getötet wurden, waren Oliverotto und Vitellozzo Vitelli (sein Heerführer), die von dem Attentäter Michelotto Corella mit einer Garotte erdrosselt wurden. Einige Tage später wurden auch die anderen Verschwörer getötet. Oliverottos Leichnam (er war 27 Jahre alt) wurde drei Tage lang auf dem Hauptplatz von Senigallia zur Schau gestellt und dann in der Spitalkirche Santa Maria della Misericordia beigesetzt, einem mittelalterlichen Gebäude, das sich im Bereich der heutigen Piazza Simoncelli befand und nicht mehr existiert.